# Theretra queenslandi
Espèce
Theretra queenslandi est une espèce d'insectes lépidoptères de la famille des Sphingidae, de la sous-famille des Macroglossinae, de la tribu des Macroglossini, de la sous-tribu des Choerocampina et du genre Theretra.

## Description
Imago
L'envergure est d'environ 60 mm. Les adultes ont la face dorsale des ailes antérieures brun clair avec une bande foncée allant de la base au sommet. Il y a un point noir près du milieu de la costa. La face dorsale des ailes postérieures est brun foncé.
Chenille
Les premiers stades sont verts avec une ligne droite noire jusqu'à la corne caudale, et une paire d'ocelle bleue sur le premier segment abdominal. Les stades suivants ont deux formes de couleurs, vert et brun. Les deux formes ont une paire d'ocelles verts et blancs, une de chaque côté du premier segment abdominal. Elles ont une corne rougeâtre se courbant vers l'arrière très marquée sur le dernier segment. 
Chrysalide
Nymphose a lieu dans une mince chrysalide tachetée de brun.

## Biologie
Les chenilles se nourrissent sur Dendrocnide excelsa.

## Répartition et habitat
Répartition
L'espèce est connue en Papouasie-Nouvelle-Guinée et en Australie: Nouvelle-Galles du Sud et Queensland.

## Systématique
- L'espèce Theretra queenslandi a été décrite par l'entomologiste australien Thomas Pennington Lucas en 1891[1].
- La localité type est le Queensland.

### Synonymie
- Chaerocampa queenslandi Lucas, 1891 Protonyme
- Choerocampa potentia Druce, 1894[2]